# Vanilla Sky (groupe)
Cet article concerne le groupe. Pour le film, voir Vanilla Sky.
Vanilla Sky est un groupe de pop punk et d'emo italien, originaire de Rome. Ils enregistrent d'abord une piste de cinq démos intitulée Play It If You Cannot Say It, et se font ainsi remarquer par le label Wynona Records. Ils sont influencés par le punk rock américain. Leur popularité explose avec la reprise du tube de Rihanna, Umbrella, en 2007. Le groupe enregistrera également une vidéo à petit budget pour la chanson. La chanson reçoit antenne sur de nombreuses stations de radio en Italie et en Europe. À la suite de cela, le groupe a commencé à voyager à nouveau et refaire des tournées.

## Biographie

### Formation et débuts (2002-2004)
Vanilla Sky est formé en février 2002. Les membres se rencontrent à Rome, en Italie, dans le but de former un groupe orienté punk rock américain. Ils enregistrent une démo cinq titres, intitulée Play It If You Can't Say It, et jouent sur scène. Leur démo se vend en deux mois à peine, attirant l'attention de la scène punk rock italienne et du label Wynona Records. En 2003, ils signent leur premier album chez Wynona Records. Leur split CD, intitulé Too Loud for You, est publié peu de temps après. Il est rapidement suivi par un autre split CD, The Rest Is History. Cet EP est publié au label indépendant label Ambience Records, ce qui permet la distribution et promotion à l'international.
À l'été 2003, le groupe se retire brièvement des concerts. De retour chez eux, ils reviennent en studio pour un premier album, Waiting for Something. Après la sortie de Waiting for Something, le groupe effectue une tournée de six dates en Europe avec Forty Winks et The Break. En 2004, ils tournent une nouvelle fois en Europe en soutien à l'album avec Maxeen. La tournée durant plus d'un mois. Peu après, le groupe est invité en tournée italienne par The Ataris.
Entre juin et septembre 2004, le groupe joue à plusieurs festivals en Europe.

### Waiting for Something(2005-2006)
En réponse à cette popularité grandissante, l'EP Play It If You Can't Say It est réédité par Wynona Records en décembre 2004 avec trois chansons bonus. Il est publié en Europe et au Japon. En janvier 2005, le groupe tourne en Allemagne. À la fin du mois, une tournée japonaise est confirmée. Le groupe revient en Italie pour jouer la tournée Punk is Dead 2005 en Autriche. Immédiatement après, s'ensuit une tournée européenne en Belgique, et aux Pays-Bas.
Le 27 mai 2005, le premier album du groupe est finalement publié aux États-Unis par Capitol Records. En été, ils jouent plusieurs festivals européen comme le Rock in Idro avec notamment NOFX, Good Charlotte, The Offspring, The Hives, My Chemical Romance. Après ces événements, ils tournent en Allemagne aux côtés du groupe The Offspring.

### ChangesetUmbrella(2007-2009)
Après près d'un an en écriture de pré-production, le groupe commence à enregistrer un nouvel album au début de 2006. Cependant, les enregistrements seront perdus et la sortie de l'album sera annulée. Plus tard, le groupe joue au Punk Is Dead Tour 2006, puis entre en concert avec +44. L'album, Changes, comprend 16 chansons chantées en italien et en anglais. L'album est un mélange de power pop et de punk rock. La chanson d'introduction et premier single Break It Out permet au groupe de se populariser dans des magazines et d'attirer l'intérêt médiatique (par exemple : couverture de Rock Sound, MTV Italie). Le groupe peut ainsi tourner un clip à Las Vegas. Vanilla Sky entre encore en studio pour la pré-production d'un nouvel album. Le single Break It Out sera plus tard inclus dans le jeu vidéo Guitar Hero: World Tour.
Pour la première fois en Italie, le groupe diffuse un podcast vidéo, sur sa vie, les coulisses, et la vie privée des membres, sous le nom de Vanilla Sky Television. Ils auront l'aide de la major Universal Records à laquelle ils signent. Leur premier album chez une major est publié en juin 2007. Ils jouent ensuite au Frequency Festival de Salzbourg, en Autriche. Ils joueront aussi devant 12 000 spectateurs, et partageront la scène avec Beatsteaks, The Ark, Tool, Jimmy Eat World et Fall Out Boy. Vanilla Sky sont mieux connus pour leurs performances scéniques agitées.
À la fin de l'été, Vanilla Sky enregistre une reprise punk rock du hit single Umbrella de Rihanna. Le groupe tourne aussi un clip à petit budget pour cette reprise. La chanson est diffusée sur les ondes européennes et italiennes, et citée dans le magazine Kerrang. Sur YouTube, la vidéo se place dans le rang des vidéos les plus jouées au Brésil.

### FragileetThe Band Not The Moviedepuis 2010)
Après le départ d'Alessandrelli et Sarsano, Vanilla Sky TV s'achève, et une nouvelle phase prend forme, appelée Vanilla Sky Clips: A Window Into the Sky. Fragile est écrit et enregistré entre 2008 et le printemps 2009 et fait participer le producteur américain Jamie Woolford (The Stereo, The AKAs, Lydia, and The Format) et Big Bass Brian masterisera Changes.
En août 2014, le groupe effectue son dernier concert en Russie.

## Membres

### Membres actuels
- Daniele Brian Autore - voix, guitare rythmique, guitare solo (depuis 2002)
- Vincenzo Mario Cristi - voix, guitare rythmique, guitare solo (depuis 2002)
- Francesco Sarsano - basse, seconde voix (2002-2009, depuis 2012)
- Jacopo Volpe - batterie (depuis 2009)

### Anciens membres
- Luca Alessandrelli - batterie, seconde voix (2002–2009)
- Antonio Filippelli - basse (2009–2010)

## Discographie

### Albums studio
- 2002 : Play It If You Can't Say It
- 2005 : Waiting for Something
- 2006 : Vanilla Sky - Tour Edition
- 2007 : Changes (Universal Music)
- 2007 : Changes - Edizione Speciale
- 2010 : Fragile
- 2012 : The Band Not the Movie

### EP
- 2002 : Too Loud for You
- 2003 : The Rest Is History
- 2014 : Another Lie Like Home

### Singles
- 2004 : Distance
- 2007 : Break It Out - 6come6 (version en anglais et en italien)
- 2007 : Umbrella (reprise de Rihanna)
- 2008 : Goodbye - Se vuoi andare vai (version en anglais et en italien)